# Jennie Johansson
Jennie Caroline Eleonore Johansson (Hedemora, 1988. június 15. –) svéd úszónő, olimpikon. 2015-ben az 50 méteres mellúszás világbajnoka Kazanyban. 2016. évi nyári olimpiai játékokon Rio de Janeiroban 100 méteres mellúszásban és 4 x 100 méteres vegyes váltóban indult, de nem jutott be a döntőbe. 2016 novemberében őt és Michelle Colemant eltiltották a svéd nemzeti színekben történő versenyzéstől fegyelmi vétség miatt.